# Pantopipetta armoricana
Pantopipetta armoricana là một loài nhện biển trong họ Austrodecidae. Loài này thuộc chi Pantopipetta. Pantopipetta armoricana được miêu tả khoa học năm 1978 bởi Stock.